# Cribrilaria arrecta
Cribrilaria arrecta is een mosdiertjessoort uit de familie van de Cribrilinidae. De wetenschappelijke naam van de soort is voor het eerst geldig gepubliceerd in 1987 door Bishop & Househam.